# Марковац (Велика Плана)
Марковац је насеље у Србији у општини Велика Плана у Подунавском округу. Према попису из 2022. има 2562 становника (према попису из 2011. било је 2915 становника).
У селу постоји ФК Напредак Марковац који се такмичи у Српској лиги Запад, трећем такмичарском нивоу српског фудбала.

## Географски положај
Удаљено је 101 km од Београда. Налази се на ауто-путу Е-75 Београд - Ниш где се пут одваја за Свилајнац.
Кроз Марковац пролази пруга Суботица - Београд - Марковац - Лапово - Ниш.
Покрај села протиче Велика Морава, налази се на тромеђи општина и региона (Лапово и Рача су Шумадијски, Свилајнац је Поморавски, а Марковац припада општини Велика Плана и Подунавском округу).

## Историја

### Настанак места
Марковац спада у ред старијих насеља а основан је по предању за време прве сеобе. Ово насеље најпре основано на месту које се зове Лучаница, на самој обали Мораве, одакле је премештено у Шљиваре, у данашње Селиште, да би се сачувало од моравских поплава. Али како се река опет приближила, то се преместе на данашње место.
У арачким списковима помиње се Марковац који је имао 1818. године 118 а 1822. 111 кућа. Године 1866. Марковац је имао 332 куће, а по попису из 1921. у варошици је било 596 кућа са 3085 становника. 

По предању Марковац је добио ово име по Марку Кривокући који је овамо први дошао из Лапова. Он је, веле, држао велико имање, био је кнез у селу и одликовао се у борби с Турцима. Као војвода погинуо је у Ресави на месту Јасеново, где је сада село Јасеново (Ресава). Од Марка данас нема потомака.
Друга породица по старини јесу Конићи (Станојевићи) пореклом од Пећи, затим Аврамовићи, чији су преци дошли из Гложана (Ресава), Павловићи старином из Кованице (срез деспотовачки), Мишковићи и Јагоровићи старином са Косова, као и Черкеновићи, и то они од Призрена, одакле су дошли прво у Седларе (код Свилајнца) па овамо, а већи део тог великог рода је променио презиме у Којадиновићи, Доцићи и Богосављевићи по три сина Недељка Черкеновића као и Станимировићи који су старином из Глоговца и т. д.
Највише досељеника има из Ресаве, па из моравских села, затим из Лепенице, Моравице, из Јужне Србије, од Тимока и Црне Реке, са Косова од Ниша, из Јасенице, Белице и са Власине. Једна од Карађорђевих сестара била је удата у Марковац и имала потомке.
Према извору из 1928. године, Марковац је имао школу "од пре осамдесет година" (дакле: 1840-их година). Године 1912. подигнута је нова зграда за школу. До 1870. служили су се лаповском црквом а те исте године подигли своју. Указом Краља од 16. новембра 1921. године насеље је добило статус варошице. Овде се налази ОШ „Други шумадијски одред” Марковац.
Године 1892. основана је земљорадничко-кредитна задруга; 1894. основана је стрељачка дружина ; године 1895. основана је Певачка дружина а 1898. основана је Потрошачко-набављачка задруга.(подаци су до краја 1928. године) .

## Запис
Овде се налазе Запис Стари храст (Марковац) и Запис Стојановића храст у Пиносави (Марковац).

## Привреда
Мештани се претежно баве пољопривредом, али све већи је број приватних фирми и трговинских радњи, велики број мештана ради у иностранству.
Овде се налази Железничка станица Марковац.
Марковац је такође познат по „старом храсту" који је стар неколико стотина година. По овом храсту је и мотел "Стари Храст" добио назив. Мотел "Стари Храст" је познато одмориште на Ауто-пут Е-75 (Европски пут Е75) са паркинзима, рестораном (домаћа храна), смештајем и бензинском пумпом.

## Познати Марковчани
У Марковцу се 1838. године родио Петар Карић, први управник прве учитељске школе у Србији.

## Галерија

### Мотел "Стари Храст"
- Бунар жеља
- Саксија "трицикл"
- Саксија-"колица"
- Бунар са цвећем
- Етно мотиви са цвећем

## Демографија
У насељу Марковац живи 2639 пунолетних становника, а просечна старост становништва износи 42,8 година (40,7 код мушкараца и 44,8 код жена). У насељу има 991 домаћинство, а просечан број чланова по домаћинству је 3,26.
Велики број мештана је на привременом раду у иностранству и преко лета долазе на годишњи одмор.
Ово насеље је великим делом насељено Србима (према попису из 2002. године), а у последња три пописа, примећен је пад у броју становника.
|             | \| Демографија[11] \| Демографија[11] \| Демографија[11] \| \| Година \| Становника \| Становника \| \| --------------- \| --------------- \| --------------- \| \| 1948. \| 3.579 \| \| \| 1953. \| 3.749 \| \| \| 1961. \| 3.966 \| \| \| 1971. \| 4.085 \| \| \| 1981. \| 4.462 \| \| \| 1991. \| 4.076 \| 3.432 \| \| 2002. \| 3.228 \| 4.011 \| \| 2011. \| 2.915 \| \| \| 2022. \| 2.562 \| \| |            |
| Демографија | |            |
| Година      | Становника | Становника |
| 1948.       | 3.579 |            |
| 1953.       | 3.749 |            |
| 1961.       | 3.966 |            |
| 1971.       | 4.085 |            |
| 1981.       | 4.462 |            |
| 1991.       | 4.076 | 3.432      |
| 2002.       | 3.228 | 4.011      |
| 2011.       | 2.915 |            |
| 2022.       | 2.562 |            |

| Етнички састав према попису из 2002.‍ | Етнички састав према попису из 2002.‍ | Етнички састав према попису из 2002.‍ | Етнички састав према попису из 2002.‍ | Етнички састав према попису из 2002.‍ |
| ------------------------------------ | ------------------------------------ | ------------------------------------ | ------------------------------------ | ------------------------------------ |
|                                      |                                      |                                      |                                      |                                      |
| Срби                                 | Срби                                 |                                      | 3.193                                | 98,91%                               |
| Македонци                            | Македонци                            |                                      | 7                                    | 0,21%                                |
| Црногорци                            | Црногорци                            |                                      | 3                                    | 0,09%                                |
| Хрвати                               | Хрвати                               |                                      | 2                                    | 0,06%                                |
| Руси                                 | Руси                                 |                                      | 2                                    | 0,06%                                |
| Југословени                          | Југословени                          |                                      | 1                                    | 0,03%                                |
| непознато                            | непознато                            |                                      | 4                                    | 0,12%                                |

| Година пописа     | 1948. | 1953. | 1961. | 1971. | 1981. | 1991. | 2002. |
| ----------------- | ----- | ----- | ----- | ----- | ----- | ----- | ----- |
| Број домаћинстава | 825   | 883   | 1.003 | 1.032 | 1.096 | 1.065 | 991   |

| Број чланова      | 1   | 2   | 3   | 4   | 5   | 6  | 7  | 8 | 9 | 10 и више | Просек |
| ----------------- | --- | --- | --- | --- | --- | -- | -- | - | - | --------- | ------ |
| Број домаћинстава | 201 | 222 | 148 | 169 | 115 | 81 | 43 | 7 | 5 | 0         | 3,26   |

| Пол    | Укупно | Неожењен/Неудата | Ожењен/Удата | Удовац/Удовица | Разведен/Разведена | Непознато |
| ------ | ------ | ---------------- | ------------ | -------------- | ------------------ | --------- |
| Мушки  | 1.299  | 336              | 852          | 80             | 30                 | 1         |
| Женски | 1.449  | 222              | 865          | 320            | 39                 | 3         |
| УКУПНО | 2.748  | 558              | 1.717        | 400            | 69                 | 4         |

| Пол    | Укупно                    | Пољопривреда, лов и шумарство | Рибарство                            | Вађење руде и камена | Прерађивачка индустрија       |
| ------ | ------------------------- | ----------------------------- | ------------------------------------ | -------------------- | ----------------------------- |
| Мушки  | 660                       | 216                           | 0                                    | 2                    | 127                           |
| Женски | 357                       | 151                           | 0                                    | 0                    | 48                            |
| УКУПНО | 1.017                     | 367                           | 0                                    | 2                    | 175                           |
| Пол    | Производња и снабдевање   | Грађевинарство                | Трговина                             | Хотели и ресторани   | Саобраћај, складиштење и везе |
| Мушки  | 17                        | 78                            | 54                                   | 19                   | 78                            |
| Женски | 3                         | 5                             | 45                                   | 32                   | 7                             |
| УКУПНО | 20                        | 83                            | 99                                   | 51                   | 85                            |
| Пол    | Финансијско посредовање   | Некретнине                    | Државна управа и одбрана             | Образовање           | Здравствени и социјални рад   |
| Мушки  | 3                         | 8                             | 22                                   | 14                   | 5                             |
| Женски | 0                         | 2                             | 9                                    | 17                   | 27                            |
| УКУПНО | 3                         | 10                            | 31                                   | 31                   | 32                            |
| Пол    | Остале услужне активности | Приватна домаћинства          | Екстериторијалне организације и тела | Непознато            | Непознато                     |
| Мушки  | 12                        | 0                             | 0                                    | 5                    | 5                             |
| Женски | 8                         | 2                             | 0                                    | 1                    | 1                             |
| УКУПНО | 20                        | 2                             | 0                                    | 6                    | 6                             |

### Коришћена Литература
- Извор Монографија Подунавске области 1812-1927 саставио Др, Владимир Марган бив. Председник Обласног одбора Комесар Обласне Самоуправе, објављено (1927)„Напредак Панчево“
- „Летопис“: Подунавска места и обичаји Марина (Беч 1999).

Летопис период 1812–2009. Саставио од Писаних трагова, Летописа, по предању места у Јужној Србији, места и обичаји настанак села ко су били Досељеници чиме су се бавили мештани
- Напомена

У уводном делу аутор је дао кратак историјски преглед овог подручја од праисторијских времена до стварање државе Краљевине Срба, Хрвата и Словенаца. Највећи прилог у овом делу чине ,»Летописи« и трудио се да не пропусти ниједну важну чињеницу у прошлости описиваних места.
Иначе Монографија Подунавске области (Панчево, 1929) коју је саставио др Владимир Марган сачињена је од три дела и представља и данас једно од незаобилазних дела за проучавање Србије и Баната.
Написали су најбољи познаваоци појединих тема и проблема – истакнути историчари, професори универзитета, директори школа, сеоски начелници, економисти, инжињери, социолози, лекари, црквена лица, правници, кустоси и библиотекари. Укупно 61 аутор. 

Стављајући данашњим читаоцима на увид ово дело, које се први пут појављује у овом облику, верујемо да ћемо задовољити већ доста раширен интерес за проучавање прошлости наших насеља.